# Colin Meads
Pour les articles homonymes, voir Meads (homonymie).

a Compétitions nationales et continentales officielles uniquement.

b Matchs officiels uniquement.
Sir Colin Meads, né le 3 juin 1936 à Cambridge en Nouvelle-Zélande et mort le 20 août 2017 à Te Kuiti (Nouvelle-Zélande), est un joueur néo-zélandais de rugby à XV.
Il a joué avec les All Blacks, évoluant au poste de deuxième ligne (1,92 m pour 103 kg). Il a été surnommé Pinetree (le pin) à cause de sa carrure et de sa dimension physique sur le terrain. Même si son physique peut paraître modeste au vu des standards actuels, il a été considéré comme un géant à son époque.
Il est considéré comme le meilleur des joueurs néo-zélandais toutes générations confondues. Son impact sur le rugby, sa carrière et son charisme ont fait de lui une légende du sport.

## Carrière
Colin Meads grandit dans la ferme de ses parents près de Te Kuiti et débute en 1955, à 19 ans, dans la modeste province de King Country, avec laquelle il va disputer 139 matchs. Pour son premier match, il marque un essai et un drop,, ce qui est inhabituel pour un seconde ligne.
Véritable force de la nature, il acquiert une certaine réputation en 1955 et fait ses débuts avec les Blacks le 25 mai 1957, à l’occasion d'une tournée en Australie. Après un premier match disputé sous le maillot noir, face la province de la Nouvelle Galles du Sud, il obtient sa première cape internationale face à l'équipe d'Australie, rencontre où les All Blacks s'imposent sur le score de 19 à 3 à Sydney. Lors de cette rencontre, un autre grand joueur de l'histoire du rugby néo-zélandais fait ses débuts sous le maillot noir, Wilson Whineray, les deux joueurs s'étant rencontrés pour la première fois lors de sélections en 1955 pour l'équipe junior néo-zélandaise. Lors du deuxième test de la tournée, à Brisbane, Meads est en cours de rencontre repositionné au poste d'ailier en raison de la blessure de Frank McMullen. C'est à ce poste qu'il inscrit son premier essai sous le maillot noir.
C'est à l'occasion d'une tournée au Japon en 1958 avec l'équipe de Nouvelle-Zélande des moins de 23 ans qu'il se voit affublé du surnom de pinetree par ses coéquipiers Kevin Briscoe, Roger Boon et Ross Brown. La même année, il continue d'évoluer avec les All Blacks, disputant trois tests contre les Wallabies, série se disputant en Nouvelle-Zélande et remportée par deux victoires à une par les hommes en noir.
Pour la première fois en 1959, il est opposé à des joueurs de l'hémisphère nord : les Lions britanniques. Non retenu pour le premier test, remporté 18 à 17 par les Néo-Zélandais, malgré quatre essais des Lions contre aucun pour les All Blacks, il dispute les trois tests suivants. Les deux premiers sont remportés par les All Blacks, 11 à 8 à Wellington puis 22 à 8 à Christchurch, avec quatre essais dont un de Meads. L'équipe de Nouvelle-Zélande remporte ainsi la série, mais s'incline lors du dernier test 9 à 3 à Auckland. Il rencontre cinq fois les Lions lors de cette tournée, disputant également une rencontre avec une association de King Country et de Countries, match perdu sur le score de 25 à 5.
En 1960, les All Blacks se rendent en Afrique du Sud pour une tournée ponctuée de quatre tests. Cette tournée, disputée sans le moindre Maori en raison de l'apartheid, ce qui provoque des protestations en Nouvelle-Zélande, voit les Springboks s'imposer 13 à 0, avant que All Blacks n'égalisent dans la série en remportant le match de Newlands, au Cap, sur le score de 11 à 3. La rencontre suivante, à Bloemfontein, se terminant sur un score nul de 11 partout, la victoire dans la série se décide à Port Elizabeth où les Springboks s'imposent 8 à 3.
Après une première tournée dans l'hémisphère sud en 1958, en Afrique du Sud, l'équipe de France effectue pour la première fois de l'histoire une tournée en 1961 en Nouvelle-Zélande et en Australie. Celle-ci présente quatre tests dans son programme, trois matchs contre les All Blacks puis un match face aux Wallabies. Après une victoire 13 à 6 à Auckland, les All Blacks s'imposent à Wellington sur le score de 5 à 3 dans un stade balayé par des vents violents, plus de 100 km/h. Don Clarke donne la victoire aux siens en réussissant une transformation sans viser les poteaux, le vent rabattant le ballon. Pour le troisième test, les All Blacks infligent à la France la plus sévère défaite de son histoire depuis l'après-guerre, 32 à 3.
Australie et Nouvelle-Zélande s'affrontent à cinq reprises lors de l'année 1962. Les deux premiers tests, disputés sur le sol australien, voient les All Blacks s'imposer sur les scores de 20 à 6 à Brisbane, puis 14 à 5 à Sydney. Le premier test disputé sur le sol néo-zélandais se termine sur un match nul, 9 partout, résultat jugé comme infamant et nommé Night of the Long Knives, nuit des longs couteaux, dans la presse néo-zélandaise. Il fait partie avec Ian Clarke, Denis Young, Kel Tremain des joueurs non retenus pour le test suivant à Dunedin, sa place étant attribuée à son frère Stan. Il est toutefois de retour pour le troisième test disputé en Nouvelle-Zélande, à Auckland, où les Néo-Zélandais s'imposent sur le score de 16 à 8.
En 1963, c'est l'Angleterre qui se rend pour la première fois en Nouvelle-Zélande. Celle-ci est battue lors des deux tests, 21 à 11 à Auckland puis 9 à 6 à Christchurch. En fin de cette même année, les Néo-Zélandais se rendent dans l'hémisphère nord, pour une tournée (en) où ils ne concèdent qu'une seule défaite en 34 rencontres et où ils rencontrent les cinq équipes du Tournoi des Cinq Nations. Après une première victoire face à l'Irlande, les All Blacks s'imposent face au Pays de Galles, puis face à l'Angleterre, rencontre où Meads inscrit un essai. Pour le dernier test face aux nations britanniques, les Néo-Zélandais concèdent le nul face à l'Écosse. Ils remportent le cinquième test, à Colombes face à la France, en s'imposant 12 à 3.
En 1964, ce sont les Wallabies qui se déplacent en Nouvelle-Zélande pour une tournée, trois tests opposant les deux équipes. Les All Blacks s'imposent lors des deux premiers, 14 à 9 à Dunedin et 18 à 3 Christchurch, s'imposant ainsi dans la série et remportant la Bledisloe Cup, puis s'inclinant 20 à 5 à Wellington.
Une nouvelle confrontation entre les deux nations majeures de l'époque, Springboks et All Blacks, se déroule en 1965 sur le sol néo-zélandais. Ces derniers remportent les deux premiers tests, 6 à 3 à Wellington puis 13 à 0 à Dunedin, ce qui est le plus grand écart en faveur des All Blacks dans les confrontations entre les deux équipes, avant de s'incliner à Christchurch sur le score 16 à 19. Cette défaite met un terme à une série de 17 tests matchs sans défaites, 15 victoires et deux nuls. Les All Blacks s'assurent de la victoire dans la série en s'imposant 20 à 3 à Auckland, battant de nouveau le plus grand écart. C'est également la première fois que les Néo-Zélandais inscrivent cinq essais face aux Springboks.
En 1966, il est confronté par la deuxième fois de sa carrière à une tournée des Lions. Cette tournée débute pour les Lions par deux tests face aux Wallabies, tous deux victorieux par 11 à 8 puis 31 à 0, avant d'affronter à quatre reprises les All Blacks. Ceux-ci utilisent lors de ces quatre tests les mêmes huit avants : Ken Gray, Bruce McLeod et Jack Hazlett en première ligne, Colin et Stan Meads en deuxième ligne, Kel Tremain et Waka Nathan en troisième ligne aile, le capitaine Brian Lochore occupant le poste de numéro 8. Les All Blacks s'imposent lors des quatre rencontres, 20 à 3, 16 à 12, 19 à 6 et 24 à 11. Colin Meads inscrit un essai lors de la deuxième rencontre, disputée à Wellington. Durant cette même tournée, il dispute un autre match contre les Lions, étant capitaine d'une équipe composée des joueurs de King Country et de Wanganui, cette sélection s'imposant sur le score de 12 à 6.
Avec l'annulation de la tournée des All Blacks en Afrique du Sud, ces derniers disputent leur rencontre suivante en août 1967, face à l'Australie dans le cadre de la Bledisloe Cup. À Wellington, ils s'imposent 29 à 9. En fin d'année, ils se rendent en Europe pour une nouvelle tournée où quatre tests sont au programme, l'Angleterre, le pays de Galles, la France et l'Écosse, pour quatre victoires, respectivement 23 à 11, 13 à 6, 21 à 15 et 14 à 3.
Deux rencontres en Australie face aux Wallabies, deux victoires, précèdent une tournée des Français en Nouvelle-Zélande en juillet et août 1968. Après un premier test remporté 12 à 9 à Christchurch. Les Français, après une transformation incroyable de 65 mètres de Pierre Villepreux, mènent 3 à 0 avant de finalement s'incliner 9 à 3. Les Français s'inclinent de nouveau lors du dernier test sur le score de 17 à 12, le journal néo-zélandais New Zealand Herald titrant toutefois « Les All Blacks ont gagné le test, mais la France a gagné les cœurs ».
Pour la première fois de son histoire les Gallois se rendent en tournée en Nouvelle-Zélande, en mai-juin 1969. Cette tournée voit les All Blacks s'imposer lors des deux tests, 19 à 0 à Christchurch puis 33 à 12 à Auckland.
En 1970, lors de la tournée en Afrique du Sud, Meads se blesse face à l'Eastern Transvaal. Absent pour les premiers matchs, il est forfait pour les deux premiers tests contre les Springboks. Le premier de ces tests voit les Springboks s'imposer, ce qui met un terme à ce qui est alors la plus grande série de victoires consécutives, 17, toutes disputées par Colin Meads. Malgré son bras cassé, il fait son retour pour le troisième test de la série, à Port-Elizabeth. Lors de cette rencontre, remportée 14 à 3 par les Springboks, il dispute son cinquantième test avec les All Blacks, premier joueur des nations majeures à atteindre cette limite. Il est de nouveau présent lors du dernier test, une défaite 20 à 17 à Johannesbourg.
En 1971, il dispute pour la troisième fois une série de tests face aux Lions. Il joue d'abord un premier match de cette tournée avec une sélection King Country-Wanganui. Lors des rencontres avec les All Blacks, la série commence par une victoire des tourists, surnom donné aux joueurs des Lions. Les Néo-Zélandais égalisent en remportant le test de Christchurch, mais les Lions reprennent l'avantage en l'emportant à Wellington. Ils s'assurent ensuite de la victoire dans la série, leur première depuis le début du siècle, en obtenant le nul à Auckland,.
Après ce dernier match avec les All Blacks, il joue encore deux années avec son club de Waitete Club. Il dispute ses dernières rencontres avec un quinze du Président, opposé aux All Blacks à l'Atletic Park de Wellington le 4 août 1973, puis, toujours face au même adversaire, une semaine plus tard à l'Eden Park d'Auckland. La rencontre de Wellington voit l'équipe de Meads s'imposer sur le score de 35 à 28, les All Blacks s'imposant lors du deuxième match sur le score de 22 à 10.

### Famille
Son frère Stanley (en) est également un All Black entre 1961 et 1966.

## Style de jeu et personnalité
Colin Meads est un joueur dur au mal : lors de la tournée en Afrique du Sud, il se casse un bras contre l'Eastern Transvaal. Malgré la douleur et après avoir dit à son capitaine Brian Lochore qu'il désirait sortir, il reste sur le terrain devant l'avis du médecin qui déclare alors que ce n'est que des ecchymoses. Absent lors des deux premiers tests de la tournée, il dispute malgré son bras cassé les deux derniers tests contre les Springboks, deux défaites 14 à 4 et 20 à 17. De même, lors de la tournée 1971 des Lions britanniques et irlandais, Colin Meads affronte ces derniers avec une sélection King Country-Wanganui. Peu après le début du match, lors d'un placage de Mervyn Davies, il ressort avec le souffle coupé. Malgré cela, il continue le match. Plus tard, il s'avère que sa blessure est une déchirure du cartilage de sa côte inférieure. Un mois plus tard, il dispute le premier test entre les Lions et les All Blacks.
Il est également réputé pour être un joueur dur et d'une incroyable agressivité. En 1967, lors d'une rencontre face à l'Écosse, il devient le deuxième joueur All Blacks à être expulsé lors d'un match international, après Cyril Brownlie en 1925 contre l'Angleterre lors de la tournée des Invincibles. Il est également jugé responsable de la blessure en 1968 du demi de mêlée australien Ken Catchpole, en tirant sur sa jambe lors d'un regroupement. Catchpole, bloqué, se déchire les ischio-jambiers de l'os, et se rompt ses muscles de l'aine, ce qui met un terme à sa carrière.
Il est également connu pour être un joueur impressionnant : le deuxième ligne écossais Erle Mitchell, qui affronte les All Blacks révèle que, après que Meads lui a annoncé tout ce qu'il allait lui faire lors de ce match, il a dit au joueur néo-zélandais de foutre le camp, mais en avouant qu'il l'avait fait d'une voix faible. Fred Allen révèle également que, lors de sa prise de fonction en tant qu'entraîneur des All Blacks, en osant critiquer Meads lors d'une causerie, il affirme son autorité sur les autres joueurs, ceux-ci comprenant que s'il se permet d'agir de la sorte sur un tel joueur, il ne laissera rien passer aux autres.

## Palmarès
Colin Meads dispute 133 matchs sous le maillot All Blacks., dont 55 tests matchs. Il est onze fois capitaine, dont quatre fois lors de test matchs. Il compte un total de 21 points, sept essais, en tests matchs, et 86 points, 28 essais et une transformation sous le maillot noir. Il est le premier international à atteindre le nombre de cinquante sélections. Il est longtemps le joueur comptant le plus de matchs avec les All Blacks. C'est Richie McCaw, en 2014, qui dépasse son total de 133 rencontres lors du dernier match du Rugby Championship 2014 face aux Springboks. Le record des 55 tests de Meads avec les All Blacks est battu par Gary Whetton à l'occasion de la coupe du monde 1991 : après l'avoir égalé contre l'Italie, il le dépasse contre le Canada.
Entre le premier test qu'il dispute en 1957 face à l'Australie, et son dernier test face aux Lions en 1971, La Nouvelle-Zélande dispute un total de 59 tests : il est ainsi absent à quatre reprises, lors du premier test de la tournée des Lions britanniques en 1959, puis en 1961 face à l'Australie, et enfin lors des deux premiers tests de la tournée de 1970 en Afrique du Sud, forfait en raison d'un bras cassé. L'adversaire le plus souvent rencontré lors de ces 55 matchs est l'Australie, avec 15 tests, 12 victoires, un nul et deux défaites, Meads inscrivant deux essais. C'est ensuite les Lions qu'il rencontre le plus souvent, onze matchs avec un bilan de sept victoires, un nul et trois défaites, deux essais, mais une série perdue en 1971. Ce total de onze rencontres fait le lui le Néo-Zélandais comptant le plus de tests face aux Lions. L'Afrique du Sud est la seule qui présente un bilan positif lors de cette période, avec quatre victoires des All Blacks, un nul et cinq défaites. Meads rencontre également à huit reprises les Français, huit victoires et un essai. Meads remporte toutes ses rencontres face aux quatre nations britanniques, à l'exception d'un nul face à l'Écosse.

## Distinctions
Le monde du rugby récompense Colin Meads par l'introduction de celui-ci au sein du Temple international de la renommée du rugby, International Rugby Hall of Fame. Il fait partie de la promotion initiale de 1997. En 2014, il est introduit au sein du Temple de la renommée IRB, IRB Hall of Fame. Il est également désigné joueur néo-zélandais du siècle en 1999. Le monde sportif néo-zélandais l'introduit au sein du New Zealand Sports Hall of Fame.
Il est fait membre de l'ordre de l'Empire britannique en 1971, compagnon distingué de l'ordre néo-zélandais du mérite en 2001, puis compagnon chevalier de ce même ordre en 2009,. En juin 2017, une statue lui est érigée dans le centre-ville de Te Kuiti.